# Ebersdorf (Niedersachsen)
Ebersdorf (plattdeutsch Eversdörp) ist eine Gemeinde in der Samtgemeinde Geestequelle im Landkreis Rotenburg (Wümme) in Niedersachsen.

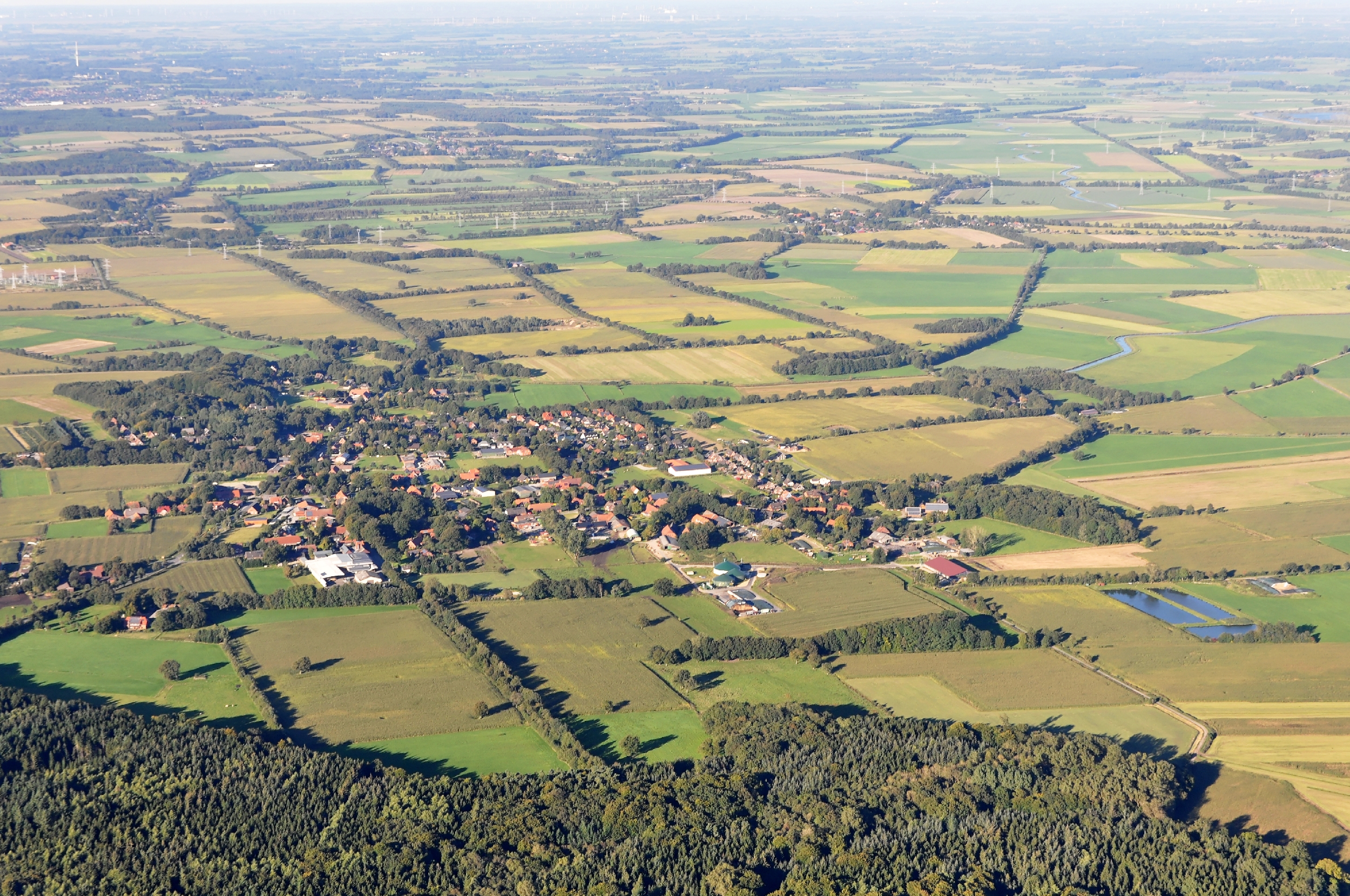

## Geografie

### Geografische Lage
Ebersdorf liegt zwischen Hamburg und Bremerhaven, ca. acht Kilometer nordwestlich von Bremervörde.

### Nachbargemeinden
Ebersdorf grenzt im Norden an die Stadt Geestland, im Nordosten an Alfstedt, im Osten an die Stadt Bremervörde, im Süden an Oerel und im Westen an Hipstedt.

### Gemeindegliederung
Neben dem Hauptort Ebersdorf gehören auch die Orte Westerbeck und Neu Ebersdorf zur Gemeinde.

## Geschichte
Der Ort wurde 1272 erstmals urkundlich erwähnt. Um 1500 gehörte das Dorf unter dem Namen Everestorppe zur Börde Oerel. Am 1. März 1974 wurde die Nachbargemeinde Neu Ebersdorf eingegliedert.

## Politik

### Gemeinderat
Der Rat der Gemeinde Ebersdorf besteht aus elf Ratsfrauen und Ratsherren. Dies ist die festgelegte Anzahl für die Mitgliedsgemeinde einer Samtgemeinde mit einer Einwohnerzahl zwischen 1.001 und 2.000 Einwohnern. Die Ratsmitglieder werden durch eine Kommunalwahl für jeweils fünf Jahre gewählt. Die aktuelle Amtszeit begann am 1. November 2021 und endet am 31. Oktober 2026.
Die letzten Gemeinderatswahlen ergaben folgende Sitzverteilungen:
| Partei                     | 2021 | 2016 |
| -------------------------- | ---- | ---- |
| Gemeinsame Liste Ebersdorf | 11   | 11   |

### Bürgermeister
Der Gemeinderat wählte das Gemeinderatsmitglied Bernd Witte (Gemeinsame Liste Ebersdorf) zum ehrenamtlichen Bürgermeister für die aktuelle Wahlperiode.

### Wappen
| Wappen von Ebersdorf | Blasonierung: „In Grün ein goldener (gelber) Schrägbalken belegt mit einem springenden schwarzen Eber; begleitet oben vor einer goldenen (gelben), schwarz beschlagenen Lanzenspitze und unten von einer goldenen (gelben) Streitaxt.“     |
| Wappen von Ebersdorf | Wappenbegründung: Die Farben Grün und Gold stehen für den landwirtschaftlichen Charakter der Gemeinde; der Eber steht redend für den Ortsnamen. Die Streitaxt sowie die Lanzenspitze stehen für die archäologischen Funde in der Gemeinde. |

## Verkehr
Der Ort liegt an der B 495, die ihn über die südlich verlaufende B 71/B 74 mit Bremervörde verbindet.